# يوهو نوكانن
يوهو نوكانن (بالفنلندية: Juho Nykänen)‏ هو لاعب كرة قدم فنلندي، ولد في 11 سبتمبر 1985 في غيلبرت في الولايات المتحدة. لعب مع كووبيون بالوسيورا وميبا.

## وصلات خارجية
- يوهو نوكانن على موقع قاعدة بيانات كرة القدم.إي يو (الإنجليزية)